# Aprilia RS 457
L'Aprilia RS 457 è una motocicletta stradale sportiva prodotta dalla casa motociclistica italiana Aprilia dal 2023, interponendosi tra le RS 125 e le  RS 660.

## Contesto
Il progetto di una moto di piccola cilindrata è stato varato nel 2020 e inizialmente prevedeva una sportiva di 150 cc realizzata appositamente per il mercato asiatico, ma successivamente è stata ripensata e chiamata provvisoriamente "RS 440". Dopo alcuni avvistamenti in estate di prototipi e muletti durante le fasi di test e collaudo su strada, agli inizi di settembre 2023, Aprilia ha presentato al Gran Premio di Misano 2023 la RS 457, una moto pensata soprattutto per il mercato asiatico e per andare a colmare un vuoto tra la RS4 e RS 660, andando così a competere con le case giapponesi nel settore delle moto di piccola cilindrata per neopatentati appartenenti alla categoria A2. Pensata come una versione più piccola della RS 660, ne condivide la linea e parte della ciclistica, frutto di un progetto nato nel Centro Stile Gruppo Piaggio.
Il motore, il cui basamento viene utilizzato come elemento portante del telaio con l'obiettivo di contenere la massa, è un bicilindrico frontemarcia da 457 cm³ (che da il nome alla moto) con distribuzione a doppio albero a camme in testa e 8 valvole che sviluppa 48 CV di potenza massima. Il telaio è in alluminio a doppia trave, unica della categoria ad adottare tale soluzione tecnica, per un peso totale dell'intera moto di 159 kg a secco (174 Kg in ordine di marcia), con un rapporto peso/potenza di 4,5 kg/kW. 
Gli ammortizzatori sono entrambi regolabili nel precarico, con una forcella a steli rovesciati da 41 mm e una corsa da 120 mm all'anteriore e dietro un forcellone in acciaio com una corsa di 130 mm.
L'elettronica è affidata alla Marelli con controllo di trazione su e ABS cornering, anti pattinamento e il comando dell'acceleratore ride-by-wire.